# جيري روك
جيري روك (بالإنجليزية: Jerry Rook)‏ مواليد 27 أكتوبر 1943، هو مدرب كرة سلة أمريكي ولاعب معتزل. بدأ مسيرته الاحترافية في سنة 1969. تم اختياره من قبل فريق واشنطن ويزاردز خلال الدرافت. يبلغ طوله 6 قدم 5 بوصة (2.0 م). اعتزل اللعب في 1970.

## روابط خارجية
- جيري روك على موقع سبورتس رفرنس (الإنجليزية)
- جيري روك على موقع كلية كرة السلة في سبورتس رفرنس.كوم (الإنجليزية)
- جيري روك على موقع ريلجم (الإنجليزية)
- جيري روك على موقع بروبوليرز (الإنجليزية)